# Clanwilliam (municipalité rurale)
Pour les articles homonymes, voir Clanwilliam.
Clanwilliam est une municipalité rurale du Manitoba située au centre de la province. La population de la municipalité s'établissait à 1598 personnes en 2001. La ville de Clanwilliam porte le même nom que la municipalité, mais se trouve dans la municipalité rurale de Minto. La ville d'Erickson se trouve dans le territoire de la municipalité.

## Démographie
| 2001 | 2006 | 2011 | 2016 |
| ---- | ---- | ---- | ---- |
| 467  | 494  | 414  | 409  |

## Référence
- (en) Cet article est partiellement ou en totalité issu de l’article de Wikipédia en anglais intitulé « Rural Municipality of Clanwilliam » (voir la liste des auteurs).

1. ↑  « Statistique Canada - Profils des communautés de 2006 -    Clanwilliam » (consulté le 4 juin 2020)
2. ↑  « Statistique Canada - Profils des communautés de 2016 -   Churchill » (consulté le 3 juin 2020)